# Зайцев, Николай Иванович (Герой Советского Союза)
Николай Иванович Зайцев (6 ноября 1917 — 11 мая 1944) — советский лётчик минно-торпедной авиации ВМФ СССР, участник Великой Отечественной войны, Герой Советского Союза (22.02.1944). Гвардии капитан (30.04.1944).

## Биография
Родился 6 ноября 1917 года в Москве в семье рабочего. Русский.
Жил в городе Коломна. Окончил среднюю школу и школу ФЗУ. Работал на Коломенском машиностроительном заводе слесарем-сборщиком дизелей в цехе ДМ-2, одновременно с 1934 года учился в вечернем Коломенском машиностроительном техникуме и окончил два курса.
В Военно-Морской Флот СССР призван по комсомольскому набору в августе 1936 года. Был направлен курсантом в Военно-морское авиационное училище имени Сталина в Ейске. Окончил его в ноябре 1939 года и как отличник был оставлен в училище лётчиком-инструктором. Член ВКП(б) с 1939 года. После начала Великой Отечественной войны вместе с училищем был эвакуирован сначала в Моздок, а затем в Куйбышевскую область, где продолжал готовить лётные кадры для фронта.
После целого ряда рапортов и просьб об отправке на фронт в сентябре 1942 года был зачислен в состав 22-го морского разведывательного авиационного полка, который в то время входил в состав Беломорской военной флотилии Северного флота. С октября 1942 года участвовал в Великой Отечественной войне, летал на морскую разведку на гидросамолёте «МБР-2». С февраля по июль 1943 года в 3-м запасном авиационном полку ВВС ВМФ проходил переобучение на командира экипажа самолёта-торпедоносца.
С июля 1943 года вновь воевал на Северном флоте, будучи командиром звена 9-го гвардейского минно-торпедного авиационного полка. В декабре 1943 года повышен в должности до заместителя командира эскадрильи. Летал на самолёте А-20 «Бостон», бессменным штурманом в его экипаже был гвардии лейтенант Михаил Боронин. Боевой счет экипаж открыл 26 августа 1943 года, в паре с экипажем Владимира Пирогова торпедировав и потопив крупный транспорт.
Заместитель командира эскадрильи 9-го гвардейского минно-торпедного авиационного полка (5-я минно-торпедная авиационная дивизия ВВС ВМФ, ВВС Северного флота) гвардии старший лейтенант Н. И. Зайцев к концу января 1944 совершил 22 боевых вылета. Его экипажем потоплены 2 транспорта и танкер врага, в группе — один транспорт и сторожевой корабль.
Указом Президиума Верховного Совета СССР «О присвоении звания Героя Советского Союза офицерскому и сержантскому составу Военно-Морского флота» от 22 февраля 1944 года за «образцовое выполнение боевых заданий командования на фронте борьбы с немецкими захватчиками и проявленные при этом отвагу и геройство» гвардии старшему лейтенанту Николаю Ивановичу Зайцеву присвоено звание Героя Советского Союза. Тем же указом звание Героя было присвоено и штурману экипажа М. П. Боронину.
11 мая 1944 года при атаке по конвою противника в районе мыса Хибергнесет (Северная Норвегия) самолёт был сбит зенитным огнём и упал в море, весь экипаж погиб.

## Награды
- Медаль «Золотая Звезда» Героя Советского Союза (22.02.1944)
- орден Ленина (22.02.1944)
- два ордена Красного Знамени (2.10.1943, 30.11.1943)

## Память
- Бюст Н. И. Зайцева в числе 53-х лётчиков-североморцев, удостоенных звания Героя Советского Союза, установлен в пос. Сафоново на Аллее Героев около музея ВВС Северного флота.
- Фамилия Зайцева Н. И. выбита на каменных плитах мемориала в числе 898 фамилий тех, чьих могил нет на земле — лётчиков, штурманов, стрелков-радистов ВВС Краснознамённого Северного флота погибших в море в 1941—1945 годах, открытого 17 августа 1986 года на берегу Кольского залива в пос. Сафоново (скульптор Э.И. Китайчук, архитектор В.В. Алексеев).
- Бюсты Героя установлены на Аллее Героев в Мемориальном парке города Коломны и в фойе профессионального училища № 6, в котором учился Н. И. Зайцев.
- На территории Коломенского тепловозостроительного завода имя Героя высечено на колонне на Аллея памяти заводчан. Там же мемориальная доска установлена на фасаде машиностроительного цеха № 2, где до службы в армии работал Герой. * * Именем Н. И. Зайцева был назван волжский речной пароход «Герой Зайцев»[5].